# 光明星2号
光明星2號（朝鲜语：／）是朝鲜研制的一枚试验性通讯卫星。衛星於當地時間2009年4月5日11時20分00秒在舞水端里的花坮郡洲際導彈發射場由銀河2號搭載發射，惟發射期間造成14名飛行員死亡。

## 衛星

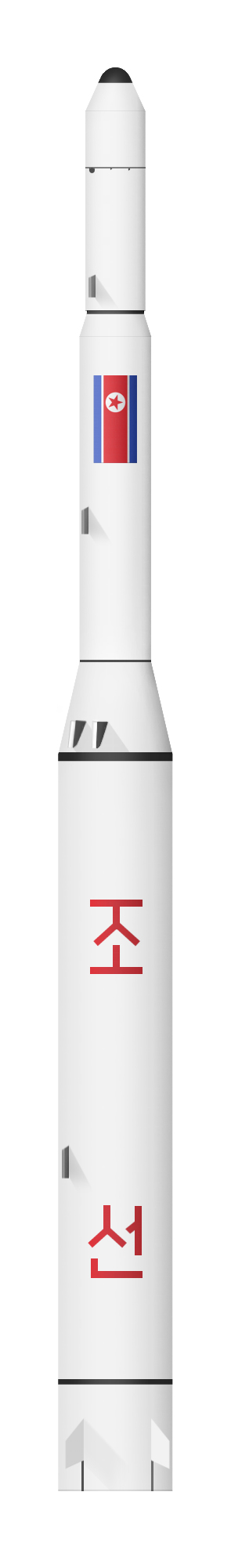
銀河號運載火箭

美国麻省理工大学专家根据朝鲜向国际海事组织通报的火箭坠落危险区域推测，搭载光明星2号的銀河2號火箭可能重达80吨，为三级结构，而光明星2号可能重280公斤；衛星也搭載了必要的測試設備和通信設備。

### 被指導彈
朝鮮曾於2006年7月向日本海發射了多枚導彈，美國及韓國均表示其發射大浦洞2型導彈，惟發射失敗。及至2009年2月，在朝鮮向国际海事组织通報光明星2號發射資料後，美國及韓國媒體報道朝鮮將會發射大浦洞2型導彈；另一方面，有專家分析是次升空的射程會達到6700公里或至美國阿拉斯加的距離。與此同時，朝鲜當局一直未有向外公布有關發射的資料及設備，因此被外界猜測朝鮮發射的可能是導彈；即便並非導彈，然而射程可達美國且能配以核彈的話，其威脅影響頗嚴重，同時亦可能違反聯合國的相關規定。

## 發射經過

### 發射前
2009年2月24日：朝鲜中央通讯社首次引述朝鲜宇宙空間技術委員會報道指出將會在花坮郡舞水端里安装銀河2號火箭及搭載的光明星2號衛星。與此同時，朝鮮最高領導人金正日參觀了發射場地。4月4日，朝鲜中央通讯社发布消息表示已在卫星发射基地完成用银河2號运载火箭发射光明星2号的准备工作。

### 正式發射
4月5日，日本政府率先确认朝鲜於当地时间当天上午11时30分进行了火箭的发射，發射過程中有14名戰機飛行員殉職；韩国联合通讯社援引韩国外交通商部长官柳明桓表示“发射物疑似人造卫星”，随后又援引不愿具名的政府高官称“朝鲜发射物未能进入轨道”。美国政府则确认，朝鲜发射的是一枚大浦洞2型远程弹道导弹。

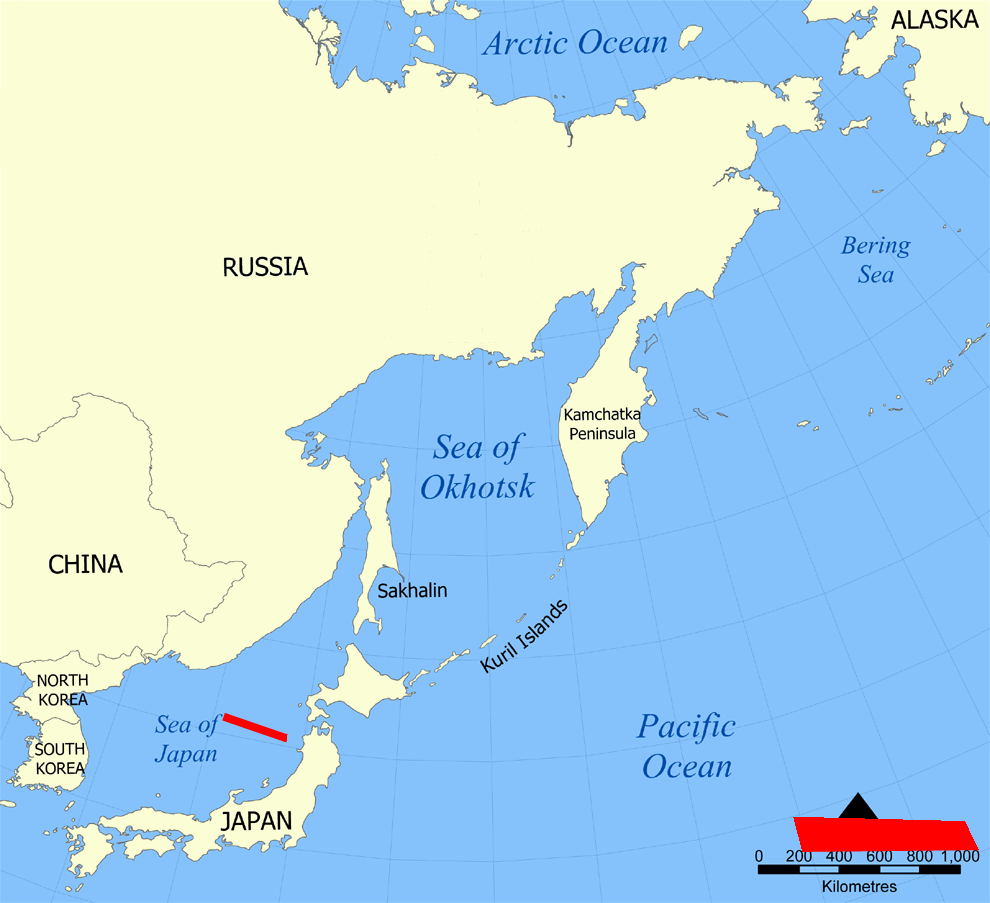
圖中所示的紅色區域是銀河2號火箭墜落危險區域

朝鲜中央通讯社在發射光明星2号後四小時发表新闻公报表示朝鲜於当地时间11时20分在咸鏡北道花坮郡舞水端里的花坮郡洲際導彈發射場由銀河2號三级运载火箭發射成功发射光明星2号试验通信卫星；日本政府表示銀河2號火箭第一節約在當地時間上午11時37分落在距離日本秋田縣以西約280公里的日本海成功分離；光明星2號及後經過秋田縣及岩手縣上空後，卫星发射9分2秒後（即11时29分2秒）成功進入太空的預定轨道；火箭第二節約在11時43分落在日本以東1270多公里的太平洋海域墮落；及後宣布銀河2號火箭成功把光明星2號發射至太空；成功發射後，光明星2號在470兆赫頻率上發送《金日成將軍之歌》和《金正日將軍之歌》的旋律以及测定资料，並在UHF波段上進行中繼通信。及至4月7日，即發射兩日後，朝鮮向外發布光明星2號升空過程的片段。
另一方面，韓國國防部長官李相熹在朝鮮發射當晚認為朝鮮發射的光明星2號人造衛星未能成功進入預定軌道；而美國軍方防空司令部也表示銀河2號火箭2級助推器和其頂部均在距離發射場3200至4000公里的太平洋墜落，也無發現任何物件進入太空；俄罗斯军方亦称：“我们的空间监测系统没有发现朝鲜的卫星，它根本就不在轨道上”。

## 國際回應

### 六方會談成員國
韓國外交部通商部長柳明桓指朝鮮是次發射火箭是威脅朝鮮半島以及東北亞的和平及穩定。日本首相麻生太郎表示儘管美國、韓國及日本在朝鮮發射火箭前作多次重複警告，但仍然要發射，是對日本的一個極端挑釁；同時，美國總統奧巴馬也表示朝鮮的導彈技術發展及擴散威脅東北亞地區及國際之間的和平及安全。
韓國、日本均表示朝鮮當局的這次發射是違反了《聯合國安理會1718號決議》；而俄羅斯表示會查找是次發射會否違反聯合國安理會的協議；俄羅斯和中華人民共和國均希望各國保持克制以免把朝鮮半島的地區局勢升級；而中國更表示願意繼續扮演一個建設性角色。

### 國際組織
北約秘書長夏侯雅伯譴責朝鮮發射導彈，並表示朝鮮違反《聯合國安理會1718號決議》；他指出這次的發射影響了朝鮮地區的局勢以及可能會導致六方會談趨向複雜化；而聯合國秘書長潘基文表示朝鮮這次發射是無助促進地區及國際之間的對話；他也敦促朝鮮政府遵守安理會相關决議。歐盟則呼籲朝鮮完全暫停一切有關核子武器及導彈計劃。

### 其他國家
澳洲總理陸克文在聲明中表示朝鮮這次發射是「誘惑」和「魯莽」；英國外相文禮彬堅決地譴責朝鮮這次的發射，並敦促朝鮮政府立刻停止所有進一步和導彈相關的活動；而加拿大外交部長勞倫斯表示朝鮮當局這個決定可能會破壞對朝鲜所承諾的信心對和平和安全。
加拿大要求朝鮮充分地依從遵守《聯合國安理會1718號決議》以及暫停所有活動和導彈有關的計劃。法國總統薩爾科齊表示朝鮮已置自己於國際法之外。澳洲、法國敦促聯合國安理會及國際社會立刻考慮進一步制裁朝鮮政府。而印度、新加坡表示密切關注是次發射，並希望各國保持克制，並且通過對話而避免局勢緊張，而任何決策都應該由聯合國決定。
印尼認為無論是發射的是衛星還是導彈都已經增加了局勢緊張的風險；越南則表示各方面都應當小心處理朝鮮這資發射而生的問題，以免令到東北亞地區的和平及穩定情況出現惡化。

## 外部連結
- 光明星2號在花台郡洲際導彈發射場的圖片（页面存档备份，存于）
- 銀河2號第一節火箭分離墮入大海前的圖片（页面存档备份，存于）
- 光明星2號新聞節錄片段